# Estavillo
Estavillo es un concejo perteneciente al municipio de Armiñón, en la provincia de Álava.

## Geografía
Es un lugar elevado claramente visible desde el entorno y desde la carretera, a una altitud de 533 m s. n. m., en una de las colinas al oeste del monte San Formerio (722 m), ya en el Condado de Treviño, coronado por la ermita homónima, dedicada al patrón del condado de Treviño.

## Historia
Hacia mediados del siglo XIX, el lugar, ya por entonces perteneciente a Armiñón, tenía contabilizada una población de cuatrocientos habitantes. Aparece descrito en el séptimo volumen del Diccionario geográfico-estadístico-histórico de España y sus posesiones de Ultramar de Pascual Madoz con las siguientes palabras:

ESTAVILLO: v. del ayunt. de Armiñon en la prov. de Alava, part. jud. de Añana (2 leg.), aud. terr. de Burgos (14), c. g. de las Provincias Vascongadas (Vitoria) y dióc. de Calahorra (15): sit. en un alto, dominado por N. y E. de otros mayores, formando cabecera á una llanada que se presenta al S., la combaten todos los vientos y principalmente el N., su clima es sano, no conociéndose otras enfermedades que constipados. Tiene 80 casas inclusa la consistorial con cárcel, escuela para ambos sexos frecuentada por 40 alumnos y dotada con 20 fan. de trigo y 200 rs., igl. parr. (San Martin) de mucho mérito artístico, especialmente en su fachada, servida por 6 beneficiados que forman cabildo con la parr. de Armiñon, cementerio, y para el surtido del vecindario hay 2 fuentes de aguas potables dentro de la pobl.; en las afueras se encuentra una ermita (Sta. Cruz). Confina el térm. N. Burgueta y Lapuebla; E. Lacervilla; S. Berantevilla y Ribaguda, y O. Ribabellosa y Quintanilla. El terreno es bueno; contiene varias fuentes y una sierra comunera con los pueblos limítrofes poblada de encinas, berozo y salvia, hallándose en todo este térm. los olmos, chopos y árboles frutales: le atraviesa de N. á S. el r. Zadorra, sobre el cual é inmediato á esta pobl. hay un puente por donde pasa la carretera de Madrid á Francia. Los caminos consisten en la mencionada carretera, y otro que dirige á Haro; ambos en buen estado. El correo se recibe de Miranda de Ebro. prod.: trigo, cebada, maiz, avena, vino y toda clase de frutos y legumbres; cria de ganado vacuno y lanar, caza de perdices, liebres y codornices, pesca de barbos, truchas y anguilas. ind.: ademas de la agricultura un molino harinero propio de la v. comercio: el de los artículos y abastos de primera necesidad. pobl.: 86 vec., 400 almas. contr. con su ayunt. (V.). En el archivo de San Millan existe una escritura del año 871 que prueba, si es legítima la existencia de Estavillo en tiempos tan remotos, y que habia en ella 2 igl. tituladas Sta. Engracia, que donaron los otorgantes al monast. de San Vicente de Ocoizta, hoy Acosta en la herm. de Cigoitia. En el año 1270 era ald. de Treviño, y como tal gozaba de los privilegios y esenciones de aquella v. segun consta de diferentes documentos de su archivo. (Dic. de Navarra).
(Madoz, 1847, p. 591)

En 2022, tenía empadronados 119 habitantes.

## Demografía
| Gráfica de evolución demográfica de Armiñón entre 2000 y 2017 |
|                                                               |
| Población de derecho según los censos de población del INE.   |

## Accesos
El acceso por carretera se realiza desde la A-1, en las cercanías de su enlace con la N-124.

## Monumentos

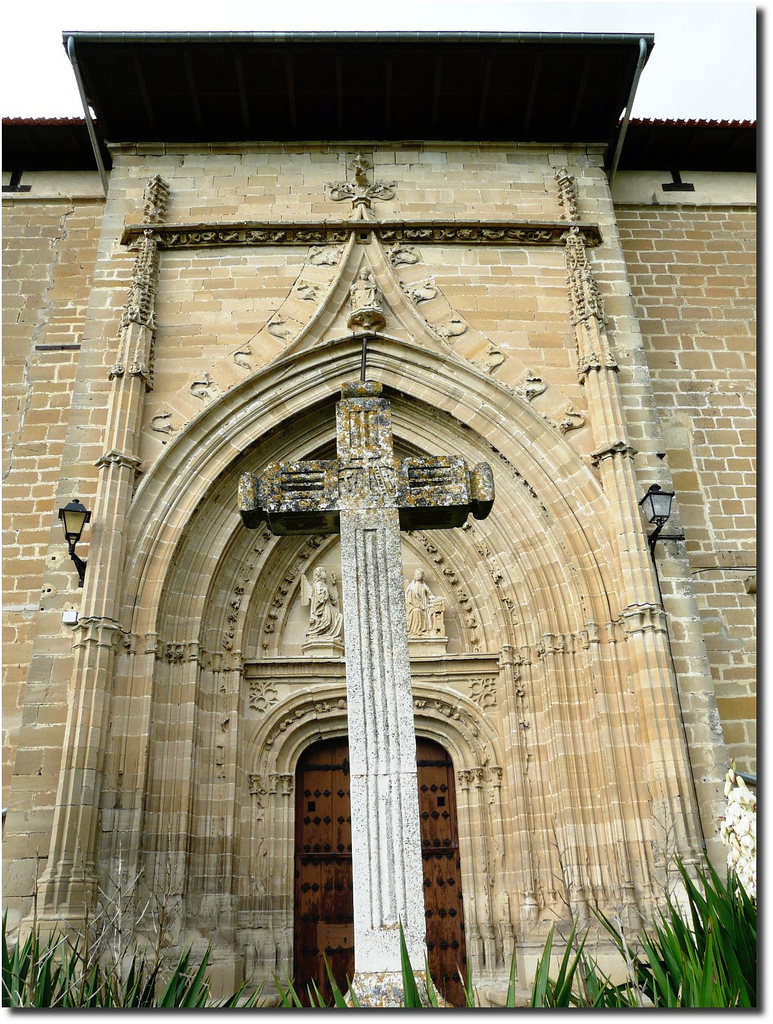
Vista de la iglesia de San Martín

- Ermita de San Formerio[7]
- Iglesia de San Martín[4]
- Ermita de Santa Cruz[4]